# Chelomideopsis besselingi
Chelomideopsis besselingi är en kvalsterart som först beskrevs av Cook 1961.  Chelomideopsis besselingi ingår i släktet Chelomideopsis och familjen Athienemanniidae. Inga underarter finns listade i Catalogue of Life.